# Целий Аврелиан
Целий Аврелиан — древнеримский медик и теоретик медицины, представитель методической школы, автор трактатов по медицине.
О его жизни практически не сохранилось сведений: предполагается, что он родился в городе Сикка провинции Нумидия (на территории современного Алжира) и затем был врачом в Карфагене. Время его жизни также неизвестно — к началу XX века возобладала (в том числе на основе анализа стиля его сочинений) точка зрения о том, что он жил в V веке н. э., тогда как ранее предполагалось, что во II веке н. э.
В своих работах (а предположительно — и практике) часто пользовался трудами ранее живших известных медиков — Асклепиада, Менекрата, Темисона и особенно Сорана; переводил работы последнего на латинский язык, при этом в своих работах никогда не ссылался на Галена. Как учёный-медик занимался исследованиями острых и хронических болезней, развивал идеи о выявлении причин и нахождении методов лечения различных заболеваний.
В Средневековье труды Аврелиана наряду с произведениями Галена и Гиппократа фактически составляли основы медицинской науки. Известны следующие его работы: трактат в трёх книгах об острых болезнях «Acutarum или Celerum Passionum» (издавался, в частности, в Париже в 1533 и 1826 годах); трактат в пяти книгах о хронических болезнях «Tardarum или Chronicarum Passionum» (издан в Базеле в 1529 году; с 1566 года неоднократно издавался в одном томе с предыдущим трактатом); «Medicinales Responsiones» — фундаментальный трактат по медицине общего характера, построенный в форме диалогов и упомянутый в предисловии к трактату об острых болезнях. Последний сохранился лишь во фрагментах и был издан в 1871 году Розе во 2-м томе «Anecdota Graeca et Latina».